# Ralf Stegner

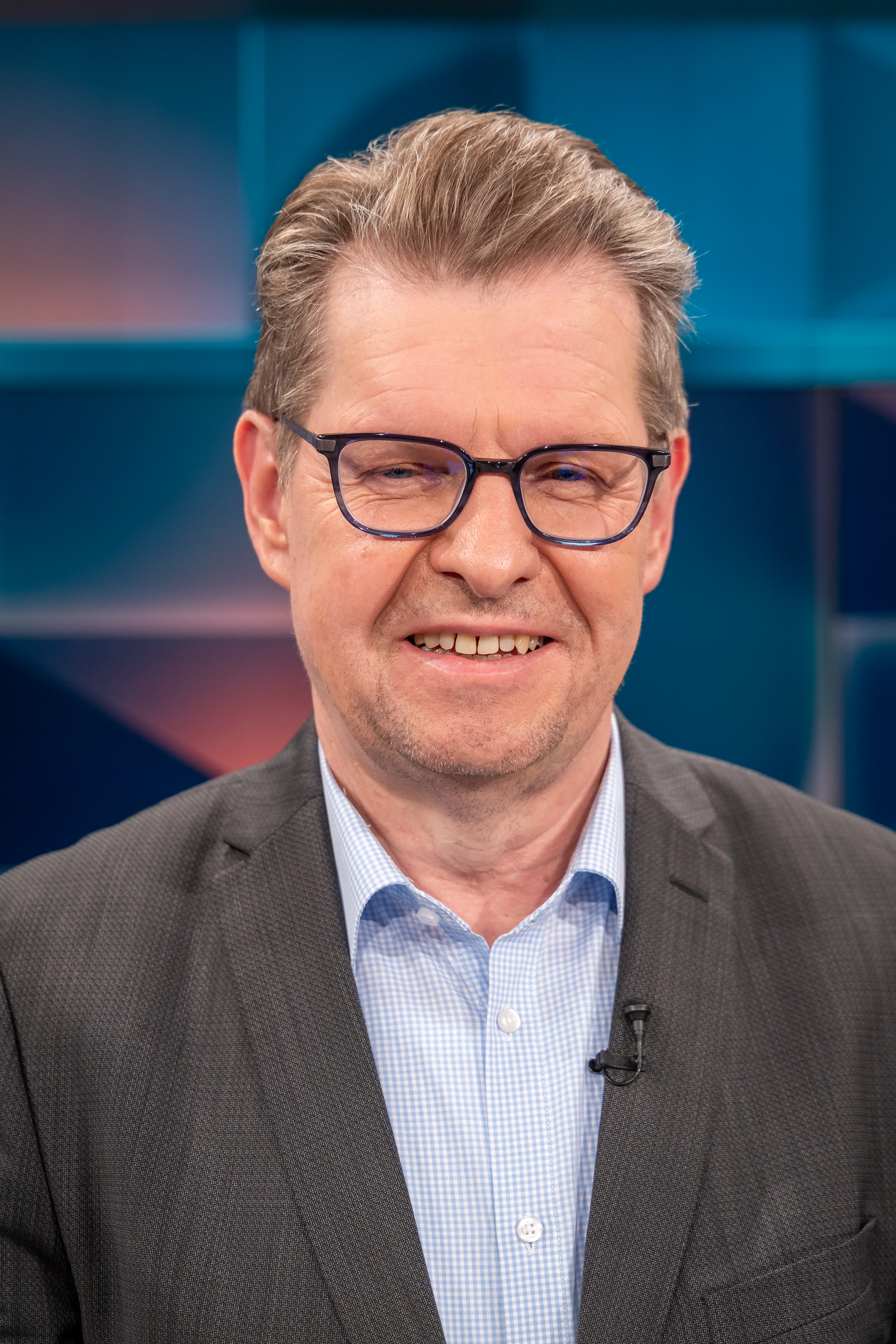
Ralf Stegner (2025)

Ralf Alexander Stegner (* 2. Oktober 1959 in Bad Dürkheim) ist ein deutscher Politiker (SPD). Er ist seit dem 26. Oktober 2021 Mitglied des Deutschen Bundestages.
Zuvor war er von 2003 bis 2005 Finanzminister und von 2005 bis 2008 Innenminister des Landes Schleswig-Holstein. Er war von 2005 bis 2021 Mitglied des Schleswig-Holsteinischen Landtags und von 2008 bis 2021 Vorsitzender der dortigen SPD-Fraktion, wodurch er von 2009 bis 2012 und von 2017 bis 2021 Oppositionsführer war.
Er wird zum linken Flügel der SPD gezählt. Von 2007 bis 2019 war er Vorsitzender der SPD Schleswig-Holstein und von 2014 bis 2019 einer der stellvertretenden Bundesvorsitzenden der SPD. Er war Spitzenkandidat der SPD Schleswig-Holstein bei der Landtagswahl 2009 und bewarb sich um die Position des Spitzenkandidaten bei der Landtagswahl 2012, unterlag jedoch Torsten Albig in einem Mitgliederentscheid.

## Leben und Beruf
Stegner wuchs als mittleres von fünf Geschwistern in Maxdorf in der Pfalz auf. Dort betrieben seine Eltern Wolfgang und Marietta Stegner eine Gastwirtschaft. Nach der Aufgabe der Gastwirtschaft zog die Familie nach Emmendingen. Dort übernahm der Vater die Geschäftsführung eines Gastronomiebetriebs. Infolge des Umzugs wechselte Stegner vom Tulla-Gymnasium in Mannheim auf das Goethe-Gymnasium in Emmendingen. Dort legte er 1978 das Abitur ab, anschließend leistete er seinen Grundwehrdienst.
Von 1980 bis 1987 studierte er Politikwissenschaft, Geschichte und Germanistik an der Albert-Ludwigs-Universität Freiburg. Eingeschlossen war ein Studienjahr von 1984 bis 1985 an der University of Oregon. 1987 war er McCloy-Scholar der Stiftung Volkswagenwerk und der Studienstiftung des deutschen Volkes an der John F. Kennedy School of Government der Harvard-Universität, die er 1989 mit dem Abschluss Master of Public Administration verließ. Er war von 1983 bis 1987 Stipendiat der Friedrich-Ebert-Stiftung.
Im Jahre 1990 trat er als Referent für Presse- und Öffentlichkeitsarbeit ins Ministerium für Arbeit, Soziales, Jugend und Gesundheit des Landes Schleswig-Holstein ein. Mit der Arbeit Theatralische Politik made in USA. Das Präsidentenamt im Spannungsfeld von moderner Fernsehdemokratie und kommerzialisierter PR-Show wurde er 1992 an der Universität Hamburg zum Dr. phil. promoviert. Von 1994 bis 1996 leitete er den Stab der schleswig-holsteinischen Sozialministerin Heide Moser.
Ralf Stegner ist evangelisch, verheiratet, hat drei Söhne und lebt in Bordesholm.

## Partei
Stegner trat 1982 in die SPD ein. Von 1998 bis 2002 war er stellvertretender Vorsitzender des SPD-Kreisverbandes Rendsburg-Eckernförde. Er gehörte ab 2005 dem Vorstand der SPD Schleswig-Holstein an und wurde am 24. März 2007 zum Landesvorsitzenden gewählt. Auf dem Landesparteitag am 9. und 10. April 2011 gab es erstmals seit über 30 Jahren zwei Kandidaten für den Landesvorsitz. Stegner setzte sich mit 62,7 zu 35,8 Prozent der Stimmen gegen Uwe Döring durch. Ab 2005 war er Mitglied des SPD-Parteivorstands und ab 2007 gehörte er als Verantwortlicher für den Bereich Innenpolitik dem Parteipräsidium an.
Bei der Landtagswahl 2009 trat er als Spitzenkandidat an. Die SPD verlor bei der Wahl 13,3 Prozentpunkte und erzielte mit 25,4 Prozent ihr schlechtestes Ergebnis seit dem Ende des Zweiten Weltkriegs.
Auf einem außerordentlichen Landesparteitag am 11. September 2010 kündigte er seine Kandidatur für die Position des Spitzenkandidaten bei der vorgezogenen Landtagswahl 2012 an. Damit forderte er den Kieler Oberbürgermeister Torsten Albig heraus, der bereits seine Kandidatur angekündigt hatte. Beim erstmals stattfindenden Mitgliederentscheid unterlag Stegner Albig mit 32,1 zu 57,2 Prozent der Stimmen.

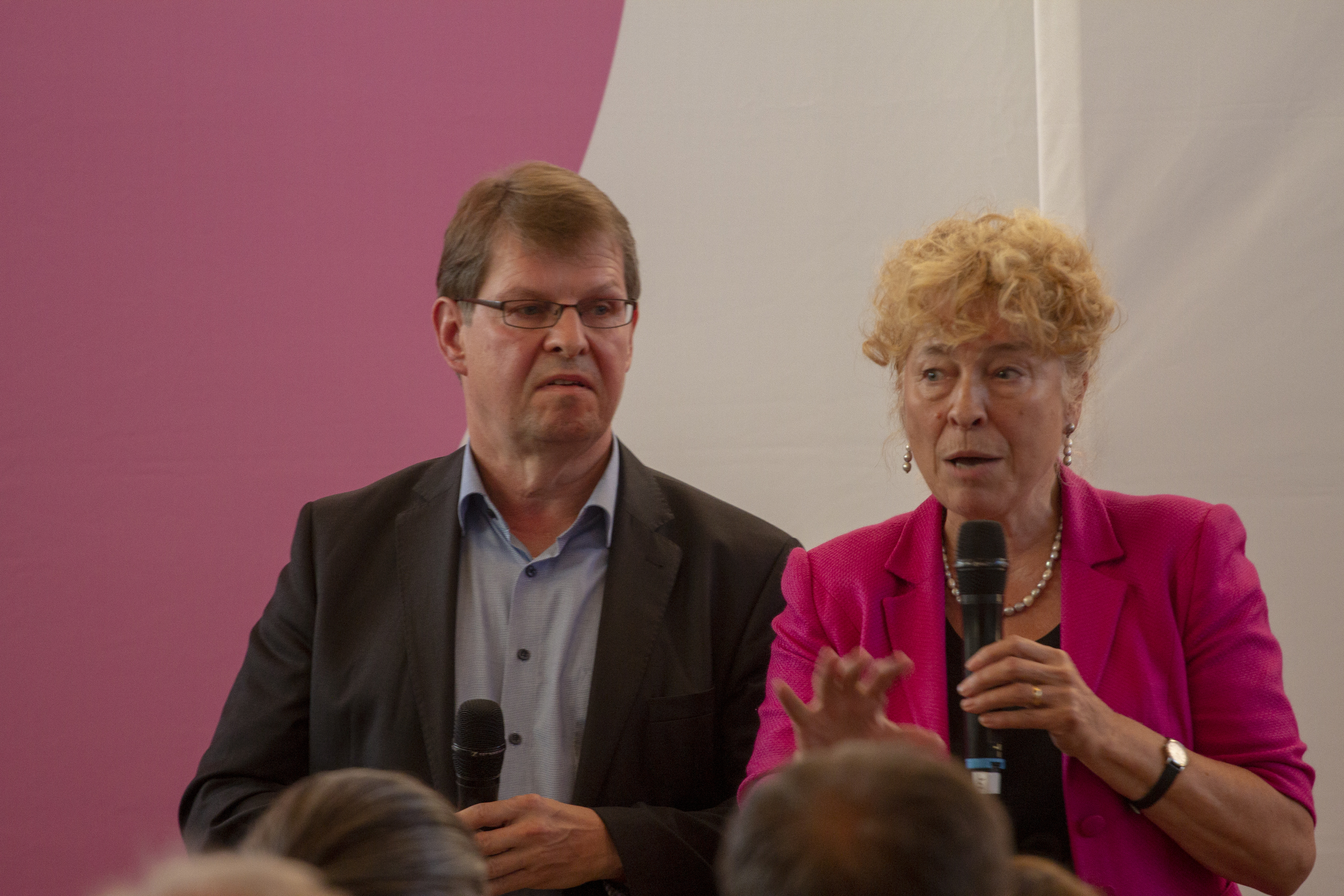
Ralf Stegner zusammen mit Gesine Schwan bei einer SPD-Regionalkonferenz (2019)

Am 26. Januar 2014 wurde Stegner auf einem außerordentlichen Bundesparteitag mit 78,3 Prozent der Stimmen zu einem der sechs Stellvertreter des Bundesvorsitzenden Sigmar Gabriel gewählt. Gabriel hatte Stegner im Dezember 2013 nominiert, nachdem dieser zunächst als Favorit auf die Nachfolge der bisherigen Generalsekretärin Andrea Nahles gegolten hatte. Im Dezember 2015 wurde er mit 77,3 Prozent der Stimmen wiedergewählt und im Dezember 2017 mit 61,6 Prozent der Stimmen.
Im September 2018 kündigte er an, auf dem Landesparteitag im März 2019 nicht mehr für den Landesvorsitz zu kandidieren und die Kandidatur von Serpil Midyatli für den Landesvorsitz zu unterstützen. Midyatli hatte im August 2018 ihre Kandidatur für den Landesvorsitz angekündigt. Am 30. März 2019 wurde Midyatli zur Landesvorsitzenden gewählt.
Bei der Wahl zum SPD-Vorsitz 2019 trat er zusammen mit Gesine Schwan an. Schwan und Stegner belegten beim Mitgliederentscheid im Oktober 2019 mit 9,6 Prozent der Stimmen den letzten Platz unter den sechs Kandidatenpaaren und kamen damit nicht in die Stichwahl.
Auf dem Bundesparteitag im Dezember 2019 kandidierte er nicht mehr als stellvertretender Bundesvorsitzender und unterstützte stattdessen die Kandidatur von Kevin Kühnert. Bei der Wahl des Parteivorstands erhielt er im ersten Wahlgang 165 Stimmen anstelle der benötigten 290 Stimmen und trat im zweiten Wahlgang nicht mehr an.
Seit 2025 ist Stegner gemeinsam mit Gernot Erler Vorsitzender des Erhard-Eppler-Kreises.

## Abgeordneter
Ab der Landtagswahl 2005 war Stegner Mitglied des Schleswig-Holsteinischen Landtags. Nachdem er bei der Landtagswahl 2005 über Platz 4 der Landesliste in den Landtag gewählt worden war, zog er bei der Landtagswahl 2009 über Platz 1 der Landesliste in den Landtag ein und bei den Landtagswahlen 2012 und 2017 über Platz 3 der Landesliste. Er kandidierte 2005 und 2009 im Wahlkreis Rendsburg-Süd und 2012 und 2017 im Wahlkreis Rendsburg-Ost, unterlag aber 2005 Claus Ehlers (CDU) und 2009, 2012 und 2017 Hauke Göttsch (CDU). Am 15. Januar 2008 wurde er als Nachfolger von Lothar Hay Vorsitzender der SPD-Fraktion. Seine Nachfolgerin wurde am 22. Juni 2021 Serpil Midyatli.
Am 5. Dezember 2020 wurde er als Direktkandidat im Wahlkreis Pinneberg für die Bundestagswahl 2021 nominiert und am 26. März 2021 auf Platz 3 der schleswig-holsteinischen Landesliste gewählt. Bei der Wahl gewann er mit 31,3 Prozent der Erststimmen das Direktmandat und zog in den Deutschen Bundestag ein. Für ihn rückte Katrin Fedrowitz in den Schleswig-Holsteinischen Landtag nach. Im Bundestag wurde er Mitglied im Auswärtigen Ausschuss und am 24. März 2022 Mitglied des Parlamentarischen Kontrollgremiums zur Kontrolle der Nachrichtendienste des Bundes. Innerhalb der SPD-Fraktion gehört Stegner der Parlamentarischen Linken an.
Seit 8. Juli 2022 ist er Vorsitzender des 1. Untersuchungsausschuss der 20. Wahlperiode des Deutschen Bundestages zum Abzug der Bundeswehrtruppen aus Afghanistan.
Zur Bundestagswahl 2025 kandidierte Stegner wie 2021 im Bundestagswahlkreis Pinneberg sowie auf Listenplatz 3 der Landesliste der SPD Schleswig-Holstein, über die er in den Bundestag einzog.

## Öffentliche Ämter
Nach der Landtagswahl 1996 wurde Stegner als Staatssekretär im Ministerium für Arbeit, Soziales, Jugend und Gesundheit in die von Ministerpräsidentin Heide Simonis geführte Landesregierung berufen. 1998 wechselte er als Staatssekretär ins Ministerium für Bildung, Wissenschaft, Forschung und Kultur.
Am 1. März 2003 wurde er zum Finanzminister des Landes Schleswig-Holstein ernannt. Nach der gescheiterten Wiederwahl von Heide Simonis am 17. März 2005 blieb er geschäftsführend im Amt. Er galt in Schleswig-Holstein lange als „Kronprinz“, der Heide Simonis im Amt des Ministerpräsidenten beerben könnte.
Vom 27. April 2005 bis zum 15. Januar 2008 gehörte er dem von Ministerpräsident Peter Harry Carstensen (CDU) geführten Kabinett der Großen Koalition als Innenminister an. In dieser Funktion war er kraft Amtes stellvertretender Vorsitzender der Tarifgemeinschaft deutscher Länder.
Die schleswig-holsteinische CDU und Ministerpräsident Peter Harry Carstensen warfen Stegner 2007 vor, sich wiederholt nicht an Koalitionsabsprachen gehalten zu haben, und forderten deshalb dessen Rückzug aus der Landesregierung. Stegner gab am 17. September 2007 bekannt, dass er am 15. Januar 2008 zurücktreten und sich um die Spitzenkandidatur der SPD für die Landtagswahl 2010 bewerben werde. Am 15. Januar 2008 trat er von seinem Amt als Innenminister zurück.

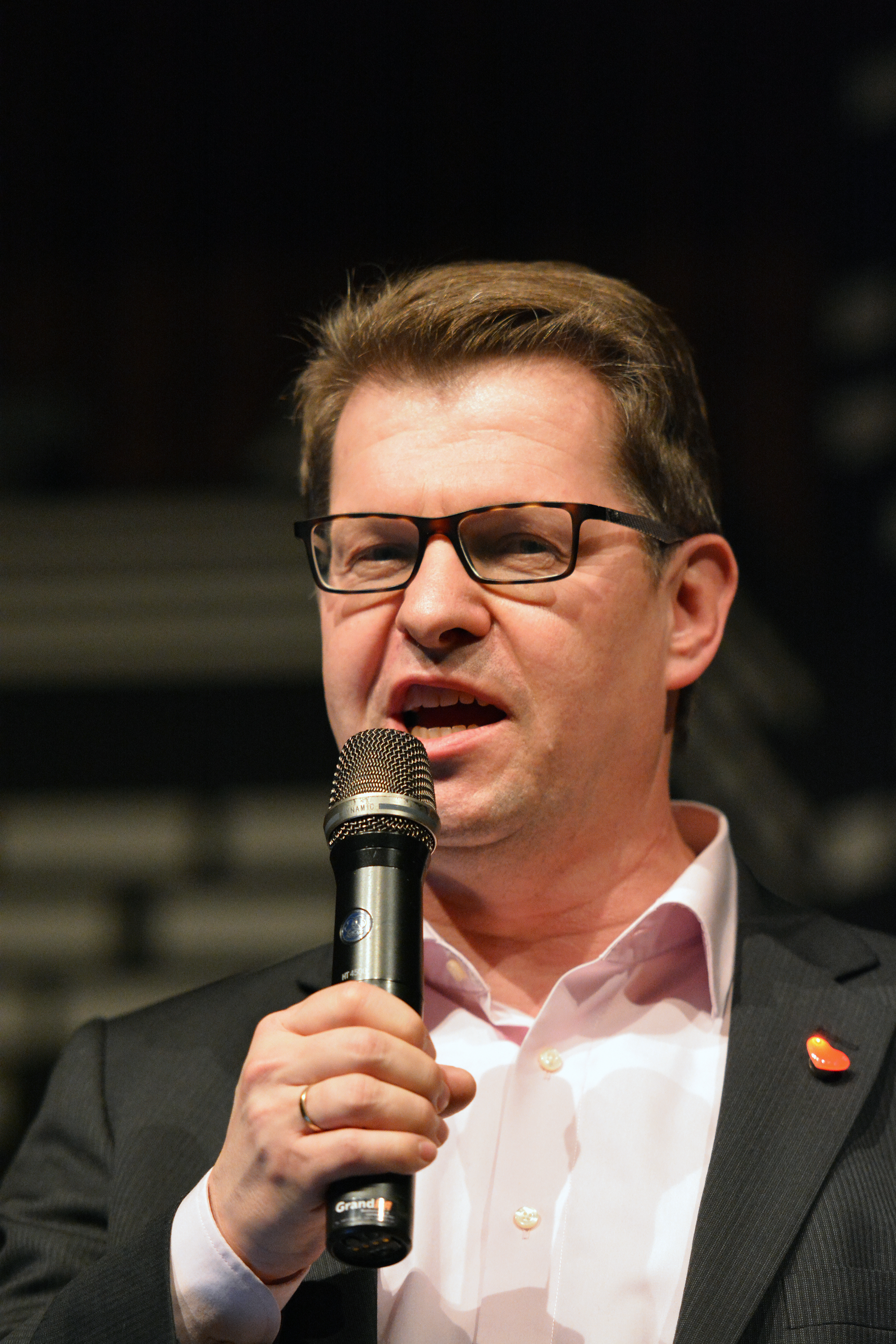
Ralf Stegner bei der Benefizveranstaltung Appen musiziert (2014)

Stegner übernahm die Ämter des SPD-Landes- und Fraktionsvorsitzenden. Das Klima innerhalb der CDU/SPD-Koalition verschlechterte sich. Nachdem der Präsidialausschuss der Bank dem Vorstandsvorsitzenden der HSH Nordbank, Dirk Jens Nonnenmacher, Bonuszahlungen für dessen Verbleib in der Bank zugesichert hatte, erklärte Stegner, dieser Vorgang sei ohne die Zustimmung der SPD erfolgt.
Im Juli 2009 kündigte der Koalitionspartner CDU den Koalitionsvertrag mit der SPD auf und machte auch Stegners Verhalten für den Bruch verantwortlich. Stegner bezichtigte den Ministerpräsidenten in Bezug auf die umstrittenen Bonuszahlungen der Lüge. Carstensen räumte anschließend unwahre Angaben ein.
Dem Antrag der CDU auf Auflösung des Landtages für eine vorgezogene Wahl stimmte die SPD-Fraktion nicht zu. Carstensen entließ daraufhin die SPD-Minister aus dem Kabinett und stellte am 23. Juli 2009 die Vertrauensfrage, die er bei überwiegender Stimmenthaltung der eigenen Fraktion verlor. Bei der zeitgleich mit der Bundestagswahl 2009 stattfindenden Neuwahl des Landtages erhielt die SPD 25,4 % der abgegebenen Stimmen (minus 13,3 Prozentpunkte gegenüber 2005), das schlechteste bei einer Landtagswahl bis dato erzielte Ergebnis. Der als Spitzenkandidat angetretene Stegner übernahm die Verantwortung hierfür, blieb aber als Parteivorsitzender im Amt. Als Fraktionsvorsitzender wurde er mit 20 von 25 Stimmen wiedergewählt. Er blieb bis zum Regierungswechsel 2012 Vorsitzender der stärksten Oppositionsfraktion und damit Oppositionsführer im Landtag.

## Politische Kontroversen

### Gescheiterte Wiederwahl von Heide Simonis
Am 18. März 2005 veröffentlichte er als Reaktion auf die am Vortag gescheiterte Wiederwahl von Heide Simonis als Ministerpräsidentin von Schleswig-Holstein einen offenen Brief an den unbekannten Abgeordneten, der sich bei dieser Wahl der Stimme enthalten und damit eine Bestätigung von Heide Simonis verhindert hatte. Er bezeichnete dessen Verhalten darin als „schäbigen und charakterlosen Verrat“. Medien mutmaßten, Stegner selbst habe die Wiederwahl Heide Simonis’ als Ministerpräsidentin verhindert. Heide Simonis selbst betonte, sie verstehe die Vorwürfe gegen Stegner nicht und glaube es nicht.

### Polizeigesetz
Im Januar 2006 löste Stegner als damaliger Innenminister mit seiner Erwiderung auf eine Kritik des unabhängigen Landeszentrums für Datenschutz Schleswig-Holstein abwehrende Reaktionen aus. In einem Entwurf zum neuen Polizeigesetz wurde unter anderem eine Kfz-Kennzeichenüberwachung sowie eine erweiterte Festhaltebefugnis zur verdachtsunabhängigen Identitätsfeststellung gefordert. Der Leiter des Datenschutzzentrums Thilo Weichert hatte kritisiert, der Entwurf greife „unzulässig in verfassungsrechtlich garantierte Rechte der Bürgerinnen und Bürger“ ein und werde „voraussichtlich […] einer Überprüfung durch das Bundesverfassungsgericht nicht standhalten“. Stegner warf daraufhin dem Datenschützer unter der Überschrift „Thilo allein zu Haus“ vor, dass dieser in „eine[r] verkehrte[n] Welt […] allein lebt“. Im April 2007 sagte Stegner hingegen in einem Interview mit Bild am Sonntag, Bundesinnenminister Wolfgang Schäuble betreibe „eine Politik, die unsere Grundrechte schrittweise aushöhlt“, Schäuble schrecke „nicht einmal vor der Abschaffung der Unschuldsvermutung“ zurück.

### HSH Nordbank
Von 2003 bis 2008 war Stegner als Vertreter des Landes Schleswig-Holstein Mitglied des Aufsichtsrats der HSH Nordbank. Die Tätigkeit wurde mit 14.375 Euro pro Jahr vergütet, von denen er als Minister allerdings nur 5.550 Euro behalten durfte und den Rest an das Land Schleswig-Holstein abführen musste. Da ihm die Vergütung für das Jahr 2007 erst nach seinem Rücktritt als Innenminister ausbezahlt wurde, weigerte er sich zunächst, das Geld an das Land Schleswig-Holstein abzuführen. Später gab er einen Rechtsirrtum zu und überwies die Summe an das Land Schleswig-Holstein.

### Polemik mit CDU/CSU
Als 2009 die Situation der damaligen Koalition aus CDU und SPD in Schleswig-Holstein bereits angespannt war, schrieb er: „Medien zeigen Retro allenthalben: Politik und Publizistik im Stil vom SH der 70er,80er Jahre bevor Bjoern Engholm aufgeklart hat!“ Wenige Stunden später beendete die CDU die Koalition.
Im Oktober 2016 verglich Stegner den CSU-Generalsekretär Andreas Scheuer, der vor einer möglichen rot-rot-grünen Koalition als „Linksfront“ gewarnt hatte, mit dem nordkoreanischen Diktator Kim Jong-un. Mit Bezug auf einen zuvor gescheiterten Raketentest des Diktators twitterte er: „Dachte schon Scheuer will Raketen gegen R2G. Brille aufsetzen und näheres Hinsehen: Rechtzeitig noch bemerkt, ist nicht der CSU General“.

### Juristische Auseinandersetzungen mit der AfD
Auf Antrag des AfD-Landesverbandes Rheinland-Pfalz wurde Stegner im März 2016 durch eine Einstweilige Verfügung des Landgerichts Hamburg bei Strafandrohung von bis zu 250.000 Euro verboten, die Behauptung, die AfD sei „für die Todesstrafe für demokratische Politiker“, zu wiederholen.
Im Mai 2016 forderte Stegner über Twitter, man müsse „Positionen und Personal der Rechtspopulisten attackieren, weil sie gestrig, intolerant, rechtsaußen und gefährlich sind!“ AfD-Kreisverbände in Bayern und die AfD-Fraktion in der Hamburgischen Bürgerschaft erstatteten Strafanzeigen, weil sie darin einen Aufruf zur Gewalt gegen AfD-Politiker sahen.

### Position zum russischen Angriff auf die Ukraine 2022
Im Januar 2022 warf Stegner Kommentatoren der deutschen Presse, die den russischen Truppenaufmarsch entlang der ukrainischen Grenze als Vorbereitung für eine Invasion beschrieben, „verbales Säbelrasseln“ vor. Als am frühen Morgen des 24. Februar 2022 russische Streitkräfte auf Befehl von Wladimir Putin den Überfall auf die Ukraine begannen, behauptete Stegner einige Stunden später via Twitter, auch diejenigen seien gescheitert, die auf stärkere militärische Abschreckung gesetzt hätten. Ein neues Wettrüsten würde „nicht nur die europäische Friedensordnung zerstören“, sondern auch Ressourcen kosten, die man zum Beispiel für den Klimaschutz brauche. Er sprach sich gegen das Aussetzen der gemeinsamen deutsch-russischen Parlamentariergruppe aus, diese sei gerade jetzt wichtig. Mehrere Medien, darunter die Frankfurter Allgemeine Zeitung, Die Welt und Der Standard, gaben ihm das Etikett „Putinversteher“. Der Spiegel warf Stegner „Realitätsverweigerung in Bezug auf Russland“ vor. Stegner erklärte, er unterstütze die Sanktionspolitik gegenüber dem Russland Putins, den er persönlich nie gemocht habe. Mehr als Sanktionen – die auch Deutschland selbst träfen – und Diplomatie könne er sich aber nicht vorstellen, insbesondere nicht einen „Rüstungswettlauf“, um Putin „totzurüsten“. Es komme darauf an, die „Scheinwelt“, in der Putin lebe, zu verstehen; wenn das gelinge, sei er vielleicht sogar berechenbarer als Donald Trump.

### Ablehnung von Waffenlieferungen an die Ukraine
Am 20. April 2022 lehnte Stegner bei Markus Lanz deutsche Lieferungen schwerer Waffen an die Ukraine ab. Diese würden den Krieg nur verlängern und das zivile Leid erhöhen, die Ukraine könne ohne direktes Eingreifen der NATO – das er auch ablehne – den Krieg sowieso nicht gewinnen.  Das anders zu sehen sei „zynisch“. Man müsse darum zu einem Waffenstillstand und danach zu Verhandlungen kommen. Es gelte, einen „Stellungskrieg“ zu vermeiden. Angesprochen darauf, dass diese Position identisch mit der der AfD sei, antwortete Stegner, dass die AfD Waffenlieferungen aus Sympathie für Putin und sein System ablehne, er jedoch aus humanitären Erwägungen. Die Haltung Stegners zum Engagement der NATO und der Bundesregierung zum russischen Angriff auf die Ukraine fand und findet im öffentlichen und wissenschaftlichen  Diskurs prononcierte Kritik: Nach Veröffentlichung eines von den der SPD angehörigen Wissenschaftlern Jan C. Behrends,  Martina Winkler, Gabriele Lingelbach, Dirk Schumann und Heinrich August Winkler verfassten Brandbriefes vom 20. März 2024 an den Parteivorstand der SPD erklärte Jan C. Behrends in einem vom Spiegel am 5. April veröffentlichten Interview: Unter anderem Ralf Stegner zeige „ein gerüttelt Maß an Empathielosigkeit gegenüber der ukrainischen Bevölkerung“. Mit seiner Haltung gegenüber den Historikern in der SPD in Form der Übergehung wissenschaftlicher Erkenntnisse und der Erfahrung arrivierter Sicherheitsexperten befördere er gemeinsam mit Rolf Mützenich eine „Entintellektualisierung“ der Außen- und Sicherheitspolitik der SPD. Stegner lehnt seitdem konsequent die Stationierung von mehr Waffen in Deutschland zur Abschreckung ab und äußerte: „Das Problem ist doch nicht, dass wir einen Mangel an Waffen haben, sondern dass wir mit den Russen nicht reden“.

### Informelle Geheimtreffen mit Vertretern Russlands
Das ARD-Politmagazin Kontraste und die Wochenzeitung Die Zeit deckten durch investigative Recherchen auf, dass Stegner sich im April 2025 bei einem von den Beteiligten geheim gehaltenen Treffen zusammen mit weiteren Russland-Lobbyisten wie Matthias Platzeck, Ronald Pofalla, Stephan Holthoff-Pförtner, Martin Hoffmann und Thomas Greminger mit Vertretern der russischen Staatsführung (darunter Wiktor Subkow und Waleri Fadejew), die aufgrund des russischen Angriffskrieges gegen die Ukraine auf Sanktionslisten der Europäischen Union stehen, in Baku getroffen hatte. Insbesondere Ralf Stegner wurde für die Teilnahme kritisiert, da er als Mitglied des Parlamentarischen Kontrollgremiums des Bundestages für die Geheimdienste Zugriff auf und Kenntnis über umfangreiche geheimdienstliche Informationen besitzt, die für russische Geheimdienste von großem Wert sind. Zudem wurde Stegner dafür kritisiert, dass das Treffen durch die Beteiligten geheim gehalten wurde und dass Stegner das Parlamentarische Kontrollgremium nicht über die Reise informiert hatte. Auf Nachfrage teilte Stegner mit, dass die Reise privaten Charakter gehabt habe und dass die Reisekosten für das Treffen nicht von der russischen Seite bezahlt, sondern selbst finanziert worden seien. Das Treffen im April 2025 war das Dritte seiner Art, nach Treffen im April und Oktober 2024. Die Geheimtreffen gelten als inoffizielle Fortsetzung des Petersburger Dialogs. Am 24. Juni 2025 wurde bekannt, dass die SPD-Fraktionsspitze Stegner nicht mehr für das Parlamentarische Kontrollgremium nominieren wird.

### ManifestFriedenssicherung in Europa
Anfang Juni 2025 war Stegner Erstunterzeichner des vom Erhard-Eppler-Kreis herausgegebenen Manifests Friedenssicherung in Europa durch Verteidigungsfähigkeit, Rüstungskontrolle und Verständigung, das sich zwar für eine Verteidigungsfähigkeit Deutschlands ausspricht, vor dem Hintergrund der Aufrüstung Europas jedoch vor einem „neuen Rüstungswettlauf“ warnt und stattdessen eine „Rüstungskontroll- und Abrüstungspolitik“ mit Russland fordert, um eine „gemeinsame Sicherheit und gegenseitige Friedensfähigkeit“ in Europa zu erreichen. Das Manifest rief Kritiken von namhaften Parteikollegen hervor, wurde außerhalb der SPD jedoch auch konstruktiv rezipiert. Das Manifest gilt als eines der Gründe, warum Stegner aus dem Parlamentarischen Kontrollgremium ausschied. Mehrere Wochen später stand der SPD-Parteitag u. a. im Zeichen der von dem Manifest ausgehenden Debatte um die außenpolitische Ausrichtung der SPD.

## Trivia
Im Februar 2017 verglich Stegner die Facebook-Geschäftsführerin Sheryl Sandberg anhand eines Fotos optisch mit der rechtsextremen Terroristin Beate Zschäpe: „Und ich dachte, Frau Zschäpe sei in U-Haft.“ Später erklärte er in einem weiteren Beitrag: „Sorry, Kommentar war Fehlgriff – wurde deshalb von mir unmittelbar gelöscht.“ Die damit verbundene Geschmacklosigkeit sei nicht beabsichtigt gewesen.
In einem am 5. Dezember 2019 von Klemens Kilic auf YouTube veröffentlichten Video rief Kilic bei Stegner an und gab sich als Norbert Walter-Borjans aus, der Tage zuvor zum designierten Parteivorsitzenden gewählt worden war. Er gab vor, dass die Parteiführung Stegner das Amt des Vizekanzlers anbieten wolle, und Stegner antwortete daraufhin, dass er sich die Übernahme der Ämter des Vizekanzlers und des Finanzministers von Olaf Scholz vorstellen könne.

## Kabinette
- Kabinett Simonis III – Kabinett Carstensen I